# Balte
Balte (cyr. Балте) – wieś w północnej Bośni i Hercegowinie, w Republice Serbskiej, w gminie Čelinac. W 2013 roku liczyła 165 mieszkańców.

## Położenie
Wieś położona jest około 10 km na południe w linii prostej od miasta Banja Luka. Na północ od miejscowości, w odległości ok. 2 km, położona jest wieś Bastasi, na wschód, w odległości ok. 1 km, Mehovci. 4 km na zachód w linii prostej od wsi, przebiega droga magistralna M16, do której dojazd częściowo wiedzie drogą regionalną R414. 6 km na wschód w linii prostej przebiega droga magistralna M4.
Zajmuje powierzchnię 3,81 km², z czego 0,86 km² pokryte jest lasami, co stanowi 22,5% jej całkowitej powierzchni. Przez obszar wsi przepływają cieki: Švrakava, Varana, Rijeka, Mehovski potok i Brđanski potok. Położona jest na wysokości od 350 do 400 m n.p.m.

## Demografia
W 2013 wieś zamieszkiwało 165 osób w 49 gospodarstwach domowych, co stanowiło niecały 1% populacji gminy. W 1991 – 236 osoby, w tym 234 Serbów i 1 Jugosłowianin. W 1981 we wsi mieszkały 294 osoby, w tym 292 narodowości serbskiej i jedna chorwackiej. W 1971 liczyła 380 mieszkańców – 376 Serbów, 1 Muzułmanin z narodowości (Boszniak), 1 Chorwat. W 1961 wieś była jednolita narodowościowo, zamieszkiwało ją 411 Serbów. Od 1961, w stosunku do 2013, ludność miejscowości zmniejszyła się o 60%.

## Historia
Od 1 grudnia 1918 miejscowość położona była na terenie Królestwa Serbów, Chorwatów i Słoweńców. W 1929 nazwę państwa przekształcono w Królestwo Jugosławii. Podczas II wojny światowej obszar znajdował się pod okupacją III Rzeszy i Królestwa Włoch, które zezwoliły na utworzenie marionetkowego kraju – Niepodległego Państwa Chorwackiego. W listopadzie 1945 wieś znalazła się w granicach Socjalistycznej Federacyjnej Republiki Jugosławii, w Republice Bośni i Hercegowiny. Od 1992, w wyniku rozpadu Jugosławii, wieś położona jest na terenie Bośni i Hercegowiny, w Republice Serbskiej.